# Мухін Володимир Герасимович
Мухін Володимир Герасимович (1878 , Орловська губернія  — 9 березня 1930 , Соловецькі острови, Соловецьке сільське поселенняd ) — радянський гірничий інженер, фахівець зі збагачення руд.

## Біографія
Народився 1878 року в Орловській губернії.
У 1904 році закінчив Санкт-Петербурзький гірничий інститут.
У 1904—1905 рр. служив на Балтійському флоті.
Був двічі одружений; вперше, 4 лютого 1902 року, ще студентом одружився зі слухачкою Вищих жіночих курсів Варварою Василівною Мещеряковою; потім, 25 січня 1909 вінчався в церкві Св. вмц. Катерини на Василівському острові зі спадковою дворянкою Марією Володимирівною Завідзькою
.
З травня 1906 року працював у місті Кривий Ріг: інженер, головний інженер на рудниках Брянського акціонерного товариства, у 1912—1917 рр. — керуючий на рудниках цього ж акціонерного товариства, в 1921 році — інженер на рудниках тресту «Райруда».
З липня 1922 — головний інженер Південно-рудного тресту.
У 1928 році заарештований за Шахтинською справою, засланий у табір «Кєм» на Соловецьких островах.
Помер 9 березня 1930 року від тифу на Соловецьких островах.
1960 року реабілітований.

### Наукова діяльність
У Німеччині, Франції та Швеції вивчав методи видобутку руд, які потім впроваджував у Кривбасі. Одним із перших висунув та науково розробляв теорію збагачення бідних руд. Автор низки наукових праць з освоєння криворізьких надр та збагачення бідних руд.

## Наукові праці
- Експлуатаційні проблеми у Кривому Розі // Гірський журнал . — 1924. — № 4—5.
- Про збагачення Криворізьких кварцитів // Гірський журнал. — 1925. — № 4.
- Брикетування та агломерування залізних руд стосовно завдань Криворізького району // Гірський журнал. — № 12.
- Матеріали до вивчення Криворізького району / Х. , 1925. — Вип. 1, ч. 1—2.
- Новий етап у справі збагачення Криворізьких залізистих кварцитів // Вугілля та залізо. — 1926. — № 7.